# Edna Tepava
Edna Teipotemarama Tepava, née le 6 janvier 1955 dans les îles du Vent en Polynésie française et morte le 6 octobre 2024 à Rochefort (Charente-Maritime), est une personnalité publique française, mannequin et reine de beauté.
Elle élue Miss Tahiti 1973 puis Miss France 1974. Elle est la 44e Miss France et la première Polynésienne à obtenir ce titre.
Elle est la tante de Mareva Georges, Miss Tahiti 1990 et Miss France 1991.

## Biographie

### Famille et enfance
Edna Tepava est née et a grandi à Punaauia. Son père est pêcheur et sa mère est femme de ménage. Elle est issue d'une fratrie de sept enfants.

### Miss Tahiti
Alors qu'elle est secrétaire à Papeete, Edna Tepava est élue Miss Tahiti le 7 juillet 1973, titre qui la qualifie pour l'élection de Miss France 1974.

### Miss France 1974

#### Élection
Le 29 décembre 1973, l'élection de Miss France 1974 a lieu au Grand-Hôtel[Lequel ?], à Paris.
Edna Tepava est élue Miss France à 18 ans. Elle est la première Miss Tahiti à obtenir le titre. Elle succède à Isabelle Krumacker, Miss France 1973. Ses dauphines sont :
- Première dauphine : Josiane Bouffeni, Miss Val-de-Marne, 18 ans
- Deuxième dauphine : Martine Calzavera, Miss Lot-et-Garonne, 18 ans
- Troisième dauphine : Nadia Koenne, Miss Flandres, 21 ans.

#### Année de Miss France
En tant que Miss France, Edna Tepava participe au concours Miss Europe le 29 mai 1974 à Vienne en Autriche.

Le 21 juillet suivant à Manille (Philippines), sa 5e dauphine, Brigitte Flayac (Miss Arcachon), représente la France à l'élection de Miss Univers.

Edna Tepava représente de nouveau la France au concours Miss Monde le 22 novembre 1974 au Royal Albert Hall de Londres.

Edna Tepava et sa dauphine ne seront pas classées dans leurs concours.
Le 27 décembre 1974, Sophie Perin, Miss Lorraine, est élue Miss France 1975 et lui succède.

### L'après Miss France
Edna Soihiez (nom d'épouse) s'est installée en Charente-Maritime.
Elle avait deux enfants et quatre petits-enfants.
Le 30 décembre 1990, sa nièce Mareva Georges, Miss Tahiti, est élue Miss France 1991. Celle-ci sera classée dans le Top 10 de l'élection de Miss Univers 1991 (9e) et dans le Top 10 de Miss Monde la même année.

### Décès
Edna Tepava meurt à Rochefort le 6 octobre 2024 à l'âge de 69 ans,,.